# Miguel Ferrer Bauzá
Miguel Ferrer Bauzá (Palma de Mallorca, 20 de noviembre de 1770 - La Vileta, pedanía de Palma de Mallorca, 7 de enero de 1857) fue religioso calzado español de la Orden de la Santísima Trinidad, en la que destacó como pensador, predicador y escritor. Tuvo un profundo compromiso político y social, que siempre buscó armonizar con su consagración como religioso trinitario y el servicio a la comunidad mallorquina, lo que le llevó a fundar el primer periódico en lengua mallorquina, el Diari de Buja, en 1812. Fundó varias cofradías de la Santísima Trinidad, una de las cuales dio lugar al Instituto de Religiosas Terciarias Trinitarias, conocidas como "Trinitarias de Mallorca".

## Orígenes y formación
Ferrer Bauzá nació en Palma de Mallorca el 20 de noviembre de 1770, en el seno de una familia humilde, siendo el segundo hijo de Miguel Ferrer Font, de profesión escribano, y de Juana Bauzá Rosellón. El ambiente familiar promovía los valores del pueblo mallorquín y la defensa de la propia mentalidad y cultura, sin duda esto marcó una clara línea de influencia en la vida de Miguel Ferrer. Siendo muy joven ingresa en el Seminario de Palma, pero el trato con algunos trinitarios que impartían clase en la Universidad de Palma, donde Miguel estudiaba filosofía y teología, le llevan a solicitar el ingreso en el convento trinitario del Santo Espíritu en Palma de Mallorca en 1790, allí vivió hasta la exclaustración de 1835. Continuó sus estudios filosófico-teológicos ya como profeso trinitario y recibió la ordenación sacerdotal en 1795. Se había estado preparando para seis oposiciones de cátedra en la Universidad de Palma de Mallorca: dos de teología lulista, de filosofía lulista, de retórica, de sagrada escritura y de teología escotista. El mismo año de su ordenación gana por oposición la cátedra de filosofía lulista en la Universidad de Palma, y la mantendrá hasta su renuncia a la plaza docente en 1816.
Su interés por la historia de la Orden Trinitaria le hizo acercarse a las crónicas de fr. Lorenzo Reynés sobre la Provincia de Aragón y los orígenes de la Orden. Profundizó de manera especial en la actualización del carisma y la Regla trinitaria, realizando una traducción del latín para que los coristas y legos pudieran profundizar en su contenido. Estos esfuerzos le valieron el nombramiento de Regente de Estudios de los coristas del convento del Santo Espíritu de Palma. El interés de Miguel Ferrer por el carisma le permitió profundizar en la necesaria actualización de la actividad redentora, comenzada por San Juan de Mata y que entienden la aplicación del Amor trinitario de Dios revelado en el evangelio: "Amor de comunión en la vida mediante la redención de cautivos, la hospitalidad y las obras de misericordia con los pobres del campo y de la ciudad".

## Compromiso social
Miguel Ferrer vivió en primera persona los acontecimientos sociales de su época. Se sintió llamado a inmiscuirse en los problemas de las personas y en la defensa de sus valores y derechos propios. Para ayudarle en este empeño funda en algunos pueblos mallorquines Cofradías de la Santísima Trinidad que, a imitación de las que se fundaron en los primeros siglos de la Orden Trinitaria para la recaudación de efectivos para la redención, se empeñaran en estar al lado del pueblo, hablar su misma lengua y resolver sus problemas. En 1810 funda la primera de ellas en Felanich, que más tarde se convertirá en el Instituto de Religiosas Terciarias Trinitarias. Su espíritu inquisitivo le llevó a cuestionar a las autoridades de la Orden Trinitaria en cuanto al fin de los fondos recaudados para los cautivos: las redenciones eran cada vez menores y llegaban a la isla nuevos aires que hablaban de abolición de la esclavitud por parte de las más importantes potencias mundiales. El padre Ferrer creía necesaria una nueva orientación a la actividad redentora de la Orden. Fue tratado, sin embargo, de revolucionario y apartado de algunas de sus funciones. En 1812 comienza a publicar Diari de Buja, convirtiéndose en el primero en sacar a la luz una publicación periódica en lengua mallorquina, y que se convirtió en portavoz del pueblo, por su ideología reaccionaria, su contenido de ataques a corrientes liberales, su estilo satírico y la misma lengua empleada. Solo duró un año, el obispo de Mallorca D. Bernardo Nadal Crespí le prohibió continuar con la publicación. No fue el último altercado con la autoridad eclesiástica o civil a causa de su compromiso social, el mismo obispo le castigó al silencio de no predicar en las iglesias de la diócesis, al menos en tres ocasiones.
En 1822, durante el Trienio Liberal, fruto de algunas notas que había ido tomando con la lectura de la Constitución de Cádiz de 1812, publicó el primer fascículo de una serie que pretendía explicar al ciudadano las ventajas que tendría la aplicación en su totalidad la Constitución, denunciando, entre otros temas, que a la mujer y al hombre mallorquín se le estaban conculcando sus derechos de ciudadano que la citada Constitución le había traído. El folleto, Espíritu y bondad, pero mal uso de la Constitución político española, fue el único que se publicó, el poder civil y el eclesiástico se unieron para encarcelarlo en el castillo de Bellver y exiliarlo durante diez meses en la isla de Ibiza y en la prisión de Mola de Formentera, finalmente se fijó su condena a ser fusilado el 23 de octubre de 1823. Solo la vuelta al trono de Fernando VII, con la consecuente amnistía a presos políticos y la abolición de la Constitución, le libró de la muerte, la cárcel y el exilio. Miguel Ferrer mantuvo públicamente, a pesar de todo, su ideología reaccionarla hacia las corrientes liberales, pero expresaba constantemente su perdón hacia quienes le traicionaron. Así lo cuenta él mismo:

"Yo soy aquel que imprimí Espíritu y bondad; pero mal uso de la Constitución política. Nada decía de mi cabeza, todo era texto de dicha ley y al primer pliego ya fui denunciado por 32 liberales y calificado como que había lugar a la formación de causa por 9 jueces por subversivo en grado 1º y sin advertir los 12 jueces que no tenías derecho de juzgar si lo era en otro grado, 10 fallaron que lo era en grado 2º y 2 en 3º, estos no decidieron que no lo era en ningún grado, aunque estaban bien persuadidos de ellos, por ahorrarme 2 años de reclusión en el castillo de Bellver.

Mientras predicaba una novena en Manacor en 1824 fue elegido Ministro de la Casa de la Trinidad de Palma. Habla de sí mismo afirmando que durante el trienio que ocupó el oficio "nunca se aplicaron castigos humillantes a los frailes, mejoró la calidad del vino y del pan, siempre se hizo la lectura a la hora de la comida, se compartían los regalos que algunas personas hacían al Ministro, procuraba ser el primero en cumplir lo que pedía a los demás, mejoró la liturgia, el canto, la plegaria del oficio divino y el recuerdo de los difuntos; dio puntual peculio a los frailes, procuró el descanso de los ancianos y siguió el criterio de caridad con todos, siendo fuerte con los fuertes y débil con los débiles".

## Exclaustración
Su defensa de la lengua mallorquina y su notoriedad social fueron suficiente argumento para que en 1835 la Societat d'Amics del País le invitaran para la edición de un diccionario mallorquín/castellano, algo totalmente insólito en la época. No pudo cumplir el encargo, el 12 de agosto de 1835 se aplicaron los decretos de desamortización y exclaustración del ministro de Hacienda Juan Álvarez de Mendizábal, fue la venganza de los liberales hacia los religiosos. El gobernador civil de Palma, Ramón Despuig y Zaforteza, conde de Montenegro, ordenó que los religiosos de las diversas órdenes presentes en Mallorca desocuparan sus conventos. El ministro de la Casa Trinitaria de Santo Espíritu fr. Bernat reaccionó tarde y solo un mes después de la exclaustración decidió repartir los bienes económicos a los treinta y cuatro frailes que habían formado la comunidad. Miguel Ferrer le afeó la tardanza porque mientras tanto los frailes habían estado sin vestido ni alimento, mayor fue su enojo cuando supo que el reparto no incluía a coristas y legos. Su constante consecuencia de vida le hace devolver el dinero recibido y denunciarlo ante las autoridades de la Orden. 
El padre Ferrer renunció a la lucha contra el estado laico y también a mantener las estructuras de la Orden en un tiempo en que los frailes vivían dispersos y con prohibición de vestir su propio hábito, y se orientó a un cristianismo más evangélico. Vivió hasta su muerte como párroco en la pedanía de La Vileta. La edad y las circunstancias moderaron su carácter impetuoso pero no su compromiso con el pueblo sencillo, siguió ganando admiración y estima. Con la ayuda de la feligresía comenzó la construcción de un nuevo templo, como ya había hecho anteriormente en el pueblo natal de sus padres, Capdepera, y en la Casa de la Misericordia de Palma. El 7 de enero de 1857 murió entre el cariño de sus fieles. Sus restos reposan en la misma iglesia que él construyó.